# Erateina arocha
Erateina arocha là một loài bướm đêm trong họ Geometridae.